# Anglo-arabe
Pour les articles homonymes, voir Anglo-arabe (homonymie).
L'Anglo-arabe  est un type de chevaux de sport issu de croisements entre l'Arabe et le Pur-sang. Cette race est historiquement développée en Angleterre, en Russie et en France dès la fin du XVIIIe siècle, puis dans d'autres pays depuis la fin du XXe siècle. L'Anglo-arabe français reste longtemps le plus connu de par le monde. 
Cette race est généralement destinée aux sports équestres, particulièrement au concours complet d'équitation, ainsi qu'à des courses réservées.
L'élevage de l'Anglo-arabe est internationalisé en 2012, pour permettre son classement par la World Breeding Federation for Sport Horses (WBFSH). Il est officiellement présent dans neuf pays : la France, l'Espagne, la Suisse, le Maroc, l'Italie, la Pologne et le Portugal. L'Allemagne, la Belgique, la Suède et la Tunisie constituent quatre autres pays signataires de la convention d'élevage international de l'Anglo-arabe.

## Histoire
Il y a controverse pour définir la région du monde où les tout premiers croisements entre chevaux Pur-sangs et Arabes ont eu lieu. Ces croisements ont été pratiqués au Royaume-Uni dans le cadre de la recherche d'un bon cheval de course. Plusieurs décennies avant l'émergence de la race en France, le comte Orlov pratique lui aussi ce type de croisements en Russie, dont naît la race Orlov-Rostopchin. L'Anglo-arabe s'est cependant surtout fait connaître à travers ses lignées françaises.
Au XXe siècle, la production d'Anglo-arabe s'est développée dans d'autres pays que la France, sans qu'ils n'y soient toujours reconnus comme une race à part entière. Aux États-Unis, elle trouve son origine dans l'introduction de chevaux arabes destinés à la cavalerie américaine, en particulier dans les années 1920. Les premiers croisements avec le Pur-sang ont eu lieu dans les années qui suivent. Les Anglo-arabes servent de chevaux de transport et de réserve, souvent dans des régions difficiles d'accès. L'armée américaine ouvre et tient le stud-book de la race dans un premier temps. Après la Seconde Guerre mondiale, l'armée revend ses effectifs de chevaux de selle, y compris les Anglo-arabes, et confie la gestion du stud-book à l'AHA (Arabian Horse Association). Entre 1951 et les années 2000, le nombre d'Anglo-arabes sur le sol américain passe de quelques centaines à environ dix-mille.
Un rapprochement entre les différents pays d'élevage d'Anglo-arabes s'effectue au début du XXIe siècle, pour pallier le « déficit d'image » de cette race. Les chevaux Anglo-arabes élevés dans d'autres pays que la France étaient en effet comptabilisés comme « autres races » par la WBFSH.

## Description

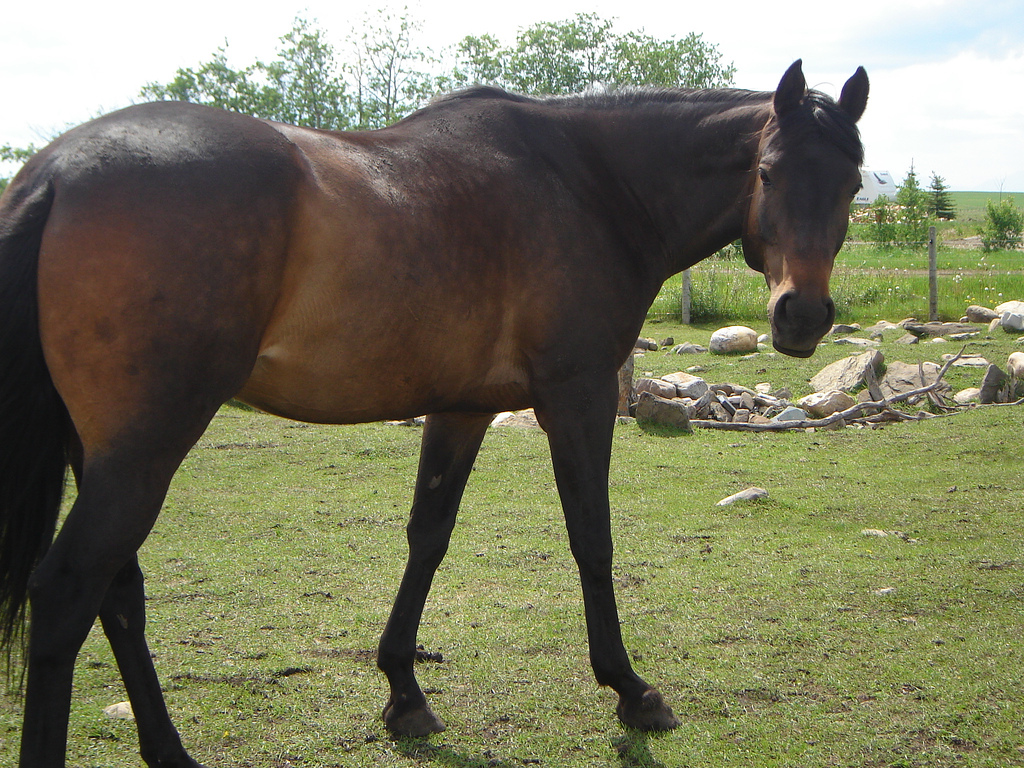
Jument Anglo-arabe bai-brun.

Le type de l'Anglo-arabe est intermédiaire entre deux races : l'Arabe qui apporte son intelligence, son endurance, son caractère plus équilibré, sa classe et sa trempe ; le Pur-sang, quant à lui, apporte sa taille, sa vitesse et son amplitude au galop. De ce fait, l'Anglo-arabe est une race peu homogène, la morphologie étant liée à l'importance du pourcentage de sang Arabe chez l'animal. 
C'est globalement un meilleur sauteur que le Pur-sang, mais il n'est pas aussi rapide.
Le registre américain comporte des animaux d'1,55 m à 1,65 m en moyenne.
Aux États-Unis, où les chevaux de couleur sont très appréciés, le registre de l'Anglo-arabe compte plusieurs sujets de robe pie sabino.

### Types d'Anglo-arabes
Depuis les années 2000, l'Espagne met progressivement en place des croisements AA sur son cheptel de chevaux de sport.
L'Anglo-arabe est bien représenté en Italie, et particulièrement en Sardaigne, où la race porte le nom d'Anglo-arabe sarde.

### Sélection
La sélection de la race Anglo-arabe peut présenter quelques différences selon les pays. Si les chevaux français sont les plus connus, un registre existe aussi aux États-Unis, et un stud-book international a été créé fin 2012 entre neuf pays, dont la France. Certaines règles sont communes, telles que le chiffre indiquant (en pourcentage) le sang arabe présent chez le cheval, à la suite de son nom. Le registre international prévoit aussi que tous les chevaux doivent porter l'affixe « AA » derrière leur nom. L'insémination artificielle, le transfert d'embryon et l'utilisation de la semence congelée d'un étalon mort sont autorisés pour la reproduction de l'Anglo-arabe, mais pas le clonage.
Une étude génétique a révélé chez la race la présence d'un phénogroupe rare, nommé « D », vraisemblablement transmis dans une famille d'Anglo-arabes de génération en génération.

#### Stud-book international
La race Anglo-arabe a fait l'objet d'une unification internationale en septembre 2012, qui permet à terme un accès à 4000 poulinières et à des étalons stationnés dans neuf pays : Pologne, Suisse, Allemagne, Suède, France, Espagne, Portugal, Italie et Maroc. Tous ces chevaux sont désignés sous le nom d'« Anglo-arabe ». Cette unification a notamment pour but d'avoir un seul stud-book pour le classement de la race auprès de la WBFSH (World Breeding Federation for Sport Horses, soit fédération mondiale des chevaux de sport). D'après le président de l'ANAA (Association nationale de l'anglo-arabe) en 2012, les résultats du stud-book international se feront connaître dans trois à quatre générations de chevaux.

#### Stud-book américain
L'Anglo-arabe américain n'a pas d'association d'élevage nationale séparée, puisqu'il est géré par l'AHA (Arabian Horse Association), qui s'occupe du cheval arabe et des demi-sangs arabes. Les infusions d'autres courants de sang qu'Arabe et Pur-sang ne sont pas permises. Comme le registre international, l'américain applique la règle des 25 % de sang minimum de l'une ou de l'autre race parente pour être reconnu Anglo-arabe, faute de quoi l'animal est enregistré comme Half-Arabian, c'est-à-dire demi-sang arabe. Les chevaux sont généralement jugés sur leur conformation en concours d'élevage.

## Utilisations

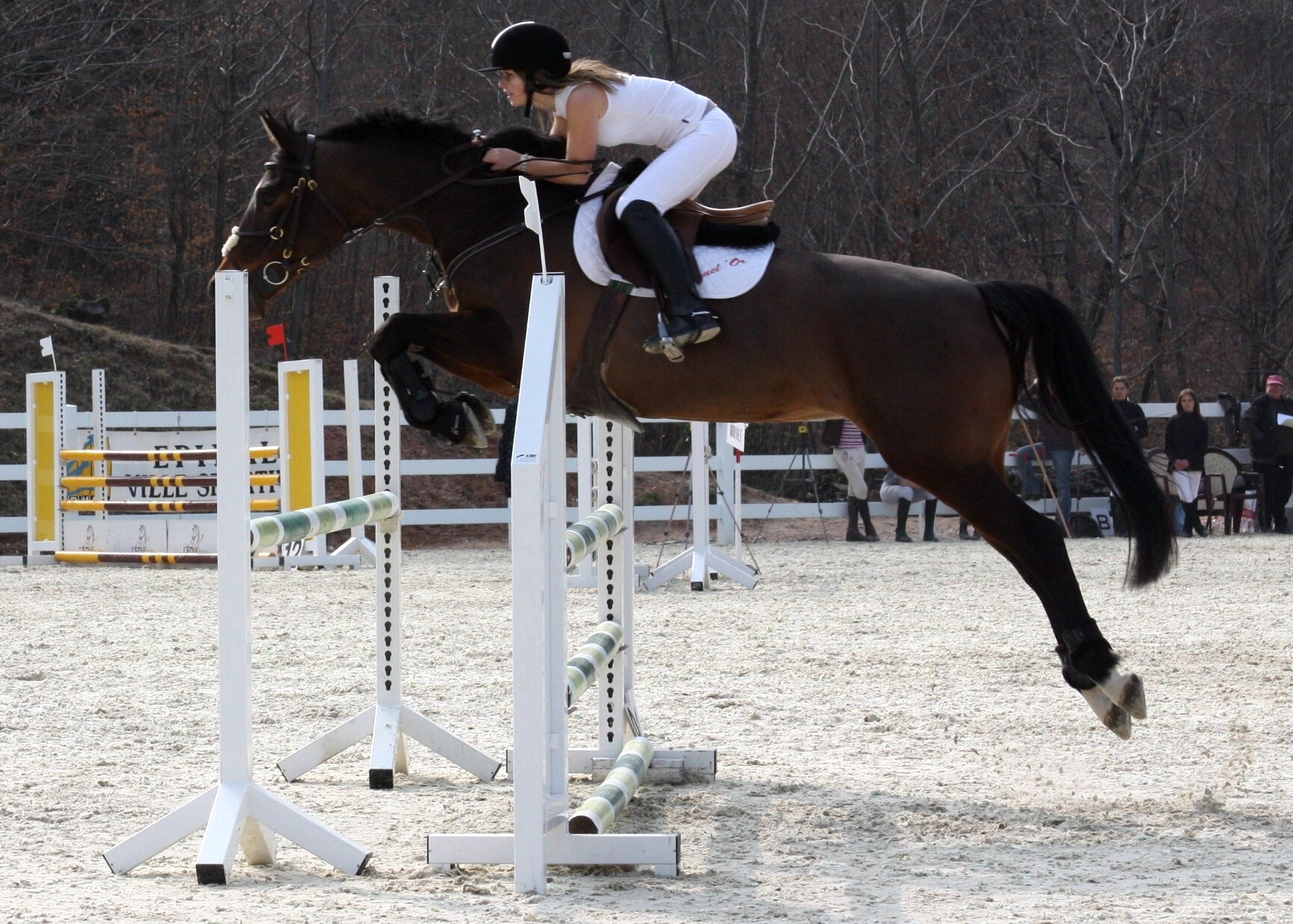
Une jument anglo-arabe lors d'un concours de saut d'obstacle

L'Anglo-arabe est avant tout sélectionné pour le sport, où il excelle notamment en concours complet et pour des courses spécifiques. 
En Angleterre, la race est utilisée pour la chasse au renard et en Espagne, les expériences de croisement menées entre Anglo-arabes et chevaux ibérique visent à obtenir une monture de tauromachie.
Les compétitions américaines réservées aux demi-sang arabes sont ouvertes aux Anglo-arabes. Aux États-Unis, l'Anglo-arabe a été distingué d'un top award de l'organisation nationale de la discipline. La fluidité de ses mouvements y est très appréciée des juges et du public, tout comme son charisme, sa présence et son élégance. La race est aussi appréciée en endurance (et a remporté un top award) pour l'énergie qu'elle déploie à longue distance et l'attention qu'elle porte aux difficultés du parcours.
Au Maroc, où l'on compte environ 2 500 Anglo-arabe-barbes (issus de croisements entre Arabe-barbe et Pur-sang) dans la région d’El Jadida, ces chevaux de course sont peu à peu remplacés par des Anglo-arabes.
La race est aussi utilisée en croisement au Sénégal.

## Diffusion de l'élevage
D'après l'évaluation de la FAO réalisée en 2007, ce cheval n'est pas menacé d'extinction. L'étude de l'université d'Uppsala (2010) considère l'Anglo-arabe comme une race à diffusion internationale et transfrontière.
La Confédération internationale de l'anglo-arabe (CIAA) est une union de plusieurs groupements français et d'autres pays, qui a pour objectif de définir les règles de reconnaissance réciproque des stud-books de l'Anglo-arabe et de promouvoir la race à l’échelle internationale. La CIAA est composée de membres d’honneur, de membres stud-books et de membres associés.
Les différents membres correspondent aux organismes gérant le registre de l'Anglo-arabe de par le monde. Les pays représentés sont la France, l'Espagne, la Suisse, le Maroc, l'Italie, la Pologne et le Portugal pour les membres stud-books agréés, et l'Allemagne, la Belgique, la Suède et la Tunisie pour les membres stud-books signataires. Des membres associés sont également représentés dans plusieurs pays déjà cités mais également au Brésil, en Grande-Bretagne. La race existe aussi en Australie et en Nouvelle-Zélande.
La population d'Anglo-arabes au Maroc est estimée en 2005 à environ 500 chevaux. En Espagne, la race est gérée au niveau national par l’Asociación Española de Criadores de Caballos Anglo-árabes, créée en 1995. La race est également répertoriée par la FAO au Royaume-Uni.